# Calumet Park (Chicago)
Pour les articles homonymes, voir Calumet (homonymie).
Calumet Park est un parc public d'environ 79 hectares situé en bordure du lac Michigan dans le secteur de East Side à Chicago (États-Unis)

## Histoire
Imaginé en 1903 par la commission des parcs de South Park, Calumet Park se développe lentement, et voit sa construction s'achever qu'au milieu des années 1930. La Commission conçoit des parcs innovants pour fournir des services sociaux et des espaces de détente aux habitants des quartiers d'immigrants du sud de la ville. Des architectes paysagistes, dont Olmsted, créaient des plans pour la création de 14 nouveaux parcs, mais les travaux de quatre d'entre-eux sont retardés, y compris celui de Calumet Park. Inaugurés en 1905, les dix premiers parcs incluent ceux de Russell, Mark White, Davis, Armour, Cornell, Bessemer, Ogden, Sherman, Palmer et Hamilton.
En 1904, la commission acquiert 40 hectares pour développer Calumet Park, mais le manque de financement retarde sa création. La population de la région commence à croître rapidement avec l'arrivée des immigrants européens et mexicains qui s'installent en masse dans le sud de Chicago à proximité des aciéries et des cours de triage dans lesquels beaucoup d'entre-eux travailleront. Consciente des besoins de la population ainsi que de la situation privilégiée du site face au lac Michigan, la commission décide  d'agrandir le parc, ce qui était prévu initialement. Des améliorations temporaires permettent aux résidents du quartier de profiter de la plage et des nouvelles aires de jeux. 
Pendant ce temps, la commission commence d'agrandir le parc par l'acquisition de près de 200 acres. En 1924, la commission de South Park fait construire un grand complexe sportif au sein du parc. Lorsque le Chicago Park District voit le jour en 1934, des améliorations supplémentaires sont faites dont d'importants travaux sur les différentes infrastructures du parc.
Le nom du parc rend hommage à la région de Calumet, qui englobe de nombreux domaines du South Side et comprend le bassin de la rivière Calumet.
En août 2003, le parc a été ajouté sur la liste du Registre national des lieux historiques (National Register of Historic Places). Le 4 octobre 2006, la Calumet Park Fieldhouse est ajoutée sur la liste des Chicago Landmarks.